# Saint-Valery-en-Caux

Saint-Valery-en-Caux este o comună în departamentul Seine-Maritime, Franța. În 1 ianuarie 2022 avea o populație de 3.884 de locuitori.